# Charles Bradley

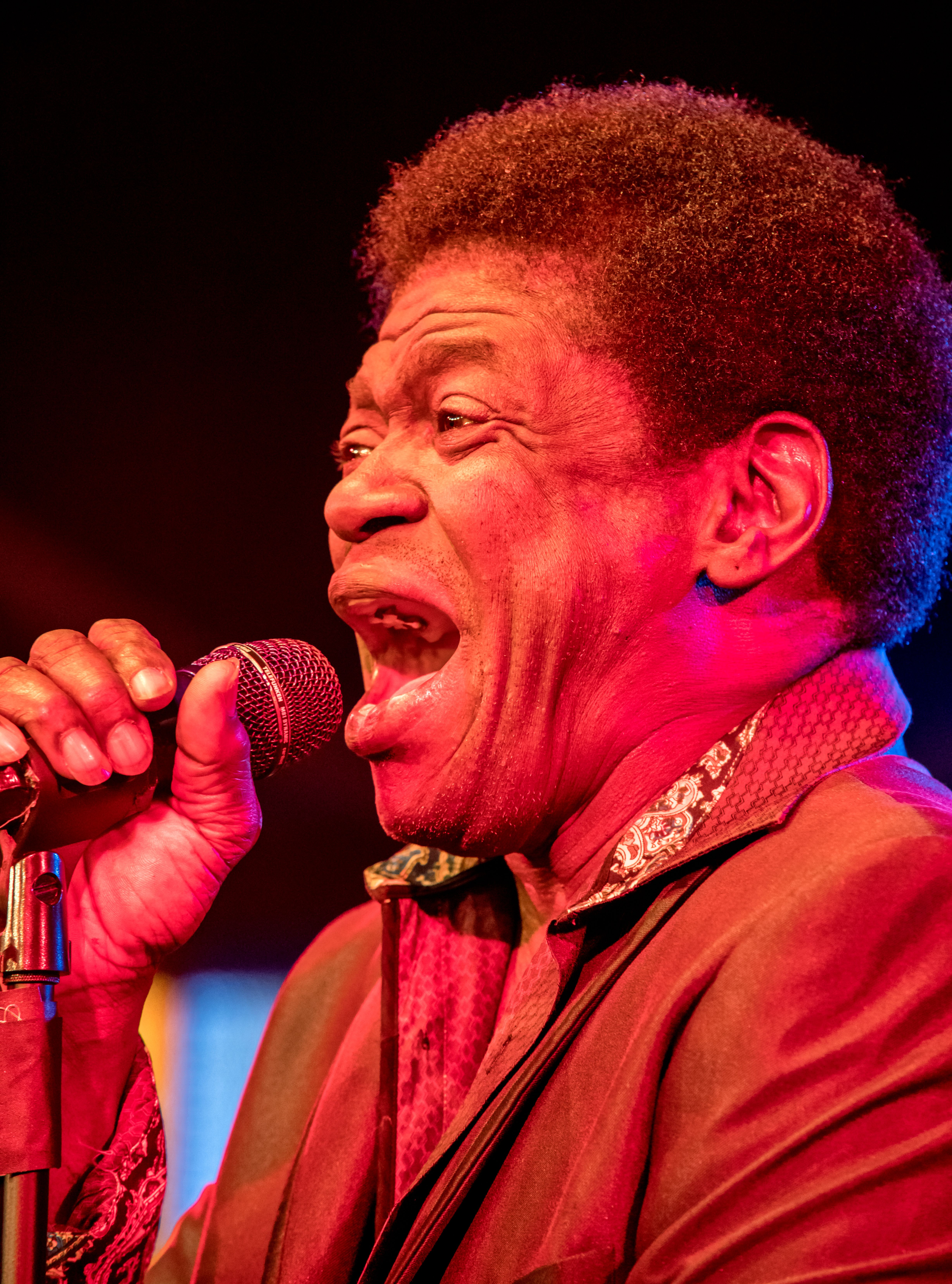
Zelt-Musik-Festival em 2016 Freiburg, Alemanha

Charles Bradley (5 de novembro de 1948 - 23 de setembro de 2017) foi um cantor estadunidense de funk, soul e R&B nascido em 1948 em Gainesville, Flórida. Suas performances e estilo de gravação consistem com os padrões revival da gravadora com a qual trabalha, a Daptone Records, celebrando o sentimento da música funk e soul das décadas de 60 e 70. Bradley demonstra claramente as influências de James Brown e Otis Redding, tendo inclusive sido dito que ele ecoa a rendição evocativa de Otis Redding.
Bradley é o assunto do documentário "Soul of America", que teve seu lançamento no South by Southwest em 2012.
As canções de Charles Bradley foram muito ouvidas durante o seriado americano "Suits", geralmente por um dos principais personagens, o renomado advogado "Harvey Specter", que tem o LP de Bradley como um dos preferidos de sua coleção dentro de seu charmoso escritório.

## Biografia
Bradley foi criado por sua avó na Florida até os oito anos, quando conheceu sua mãe que o convidou para morar com ela no Brooklyn em Nova Iorque.
Em 1962, sua irmã o levou ao Apollo Theater para assistir um show de James Brown. Bradley ficou tão inspirado pela apresentação que começou a imitar em casa o estilo de James Brown de cantar e dançar.
Na adolescência, Bradley fugiu de casa e foi morar nas ruas e em metrôs durante dois anos. Algum tempo depois se alistou no Job Corps, que é um programa gratuito de educação e estímulo vocacional do governo norte americano. O Job Corps  o levou para o Maine para trabalhar como cozinheiro-chefe. Certa vez enquanto estava trabalhando alguém o disse que ele parecia com James Brown, ainda assim quando questionado se sabia cantar teve medo de admitir. Finalmente superou esse medo e fez cinco ou seis shows com uma banda, que acabou se separando quando os colegas de Bradley foram convocados para a Guerra do Vietnã.
Bradley continuou no seu trabalho de cozinheiro no Maine por dez anos até decidir se mudar para o oeste, atravessando o pais como caroneiro. Ele morou no norte do estado de Nova Iorque, em Seattle, no Canadá e no Alasca antes de finalmente estabelecer residência na Califórnia,
onde trabalhou em empregos temporários e se apresentou em pequenos shows durante vinte anos.

## Carreira musical
Em 1996, Bradley recebeu uma ligação de sua mãe que pediu para que fosse morar novamente com ela no Brooklyn. Foi lá que começou a se apresentar em clubes como sósia de James Brown usando o apelido Black Velvet Durante esse período, experienciou tempos mais difíceis, inclusive quase morreu em um hospital depois de ter recebido uma injeção de penicilina (da qual era alérgico) e acordado com a chegada da polícia na cena do assassinato de seu irmão na rua da casa de sua mãe.
Durante suas apresentações como Black Velvet foi descoberto por Gabriel Roth, co-fundador da Daptone Records. Roth apresentou Bradley ao artista Tom Brennek, que o convidou para os ensaios de sua banda. Bradley disse pra banda ir tocando seus instrumentos enquanto simplesmente ia improvisando letras durante as canções.
Depois de Bradley escrever algumas canções, a Daptone lançou algumas delas em vinil começando em 2002, dez foram escolhidas para o seu disco de estréia No Time For Dreaming em 2011.
Na primavera de 2012 foi lançado Soul of America, um documentário dirigido por Poull Brien, que conheceu Bradley quando dirigiu o videoclipe para a música "The World (Is Going Up In Flames)." O filme estreou no festival de cinema SXSW em Austin, Texas e conta a história de Bradley desde sua infância na Flórida, passando por seus dias de mendigo e seus shows como Black Velvet, o filme termina com sua primeira turnê e gravação do disco pela Daptone Records.
O segundo disco de Bradley, Victim of Love, foi lançado em 2 de abril de 2013 ainda pela Daptone Records.

## Morte
Em setembro de 2016, Bradley foi diagnosticado com câncer de estômago. Bradley morreu em 23 de setembro de 2017, aos 68 anos.

## Discografia

### Álbuns
| Ano  | Álbum                | Selo e Nro. Catálogo                      |
| ---- | -------------------- | ----------------------------------------- |
| 2011 | No Time For Dreaming | Daptone Records DAP-021 / Dunham DUN-1001 |
| 2013 | Victim of Love       | Daptone Records DAP-031 / Dunham DUN-1004 |
| 2016 | Changes              | Daptone Records DAP-041 / Dunham DUN-1005 |
| 2018 | Black Velvet         | Daptone Records DAP-051 / Dunham DUN-1006 |

### Singles
| Ano  | Título                                                                         | Créditos                                                         | Selo e Nro. Catálogo                      |
| ---- | ------------------------------------------------------------------------------ | ---------------------------------------------------------------- | ----------------------------------------- |
| 2002 | "Take It As It Come, Pt. 1" / "Take It As It Come, Pt. 2"                      | Charles Bradley and Sugarman & Co.                               | Daptone Records DAP-1005                  |
| 2004 | "Now That I'm Gone (Look How You're Crying)" / "Can't Stop Thinking About You" | Charles Bradley and the Bullets                                  | Daptone Records DAP-1014                  |
| 2006 | "This Love Ain't Big Enough For The Two Of Us"                                 | Charles Bradley and the Bullets                                  | Daptone Records DAP-1021                  |
| 2007 | "The World (Is Going Up In Flames)" / "Heartaches And Pain"                    | Charles Bradley & Menahan Street Band / Charles Bradley          | Daptone Records DAP-1034 / Dunham DNM-102 |
| 2008 | "The Telephone Song"                                                           | Charles Bradley                                                  | Daptone Records DAP-1041 / Dunham DUN-103 |
| 2010 | "No Time For Dreaming" / "Golden Rule"                                         | Charles Bradley & Menahan Street Band                            | Daptone Records DAP-1055 / Dunham DUN-107 |
| 2010 | "Every Day Is Christmas (When I'm Lovin' You)" / "Mary's Baby"                 | Charles Bradley featuring The Gospel Queens                      | Daptone Records DAP-1058 / Dunham DUN-109 |
| 2011 | "Heart of Gold" / "In You (I Found a Love)"                                    | Charles Bradley & Menahan Street Band                            | Daptone Records DAP-1059 / Dunham DUN-110 |
| 2013 | "Changes" / "Ain't It A Sin"                                                   | Charles Bradley & The Budos Band / Charles Bradley & The Bullets | Daptone Records DAP-1076 / Dunham DUN-115 |

### Outros
- "Take It As It Comes" no álbum The Sugarman 3 Pure Cane Sugar (2002).
- "Take It As It Comes" (Afrodisiac Soundsystem Remix) no álbum Daptone Records Remixed (2007).
- "Stay Away" (cover do Nirvana) no álbum Newermind da revista Spin, uma coletânea de covers do Nirvana (2011).